# Place Vosstaniïa

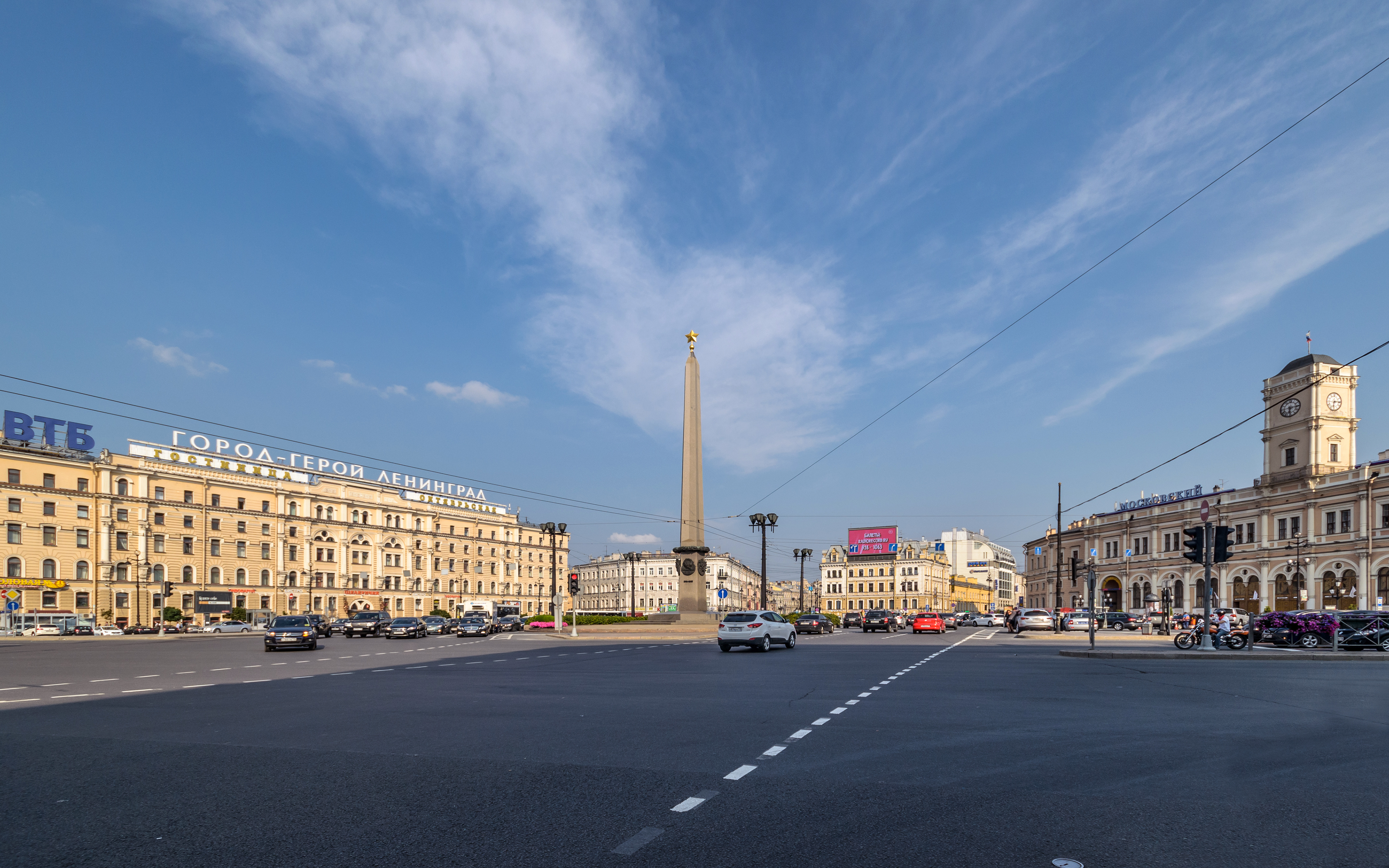
La place Vosstaniïa en 2014.

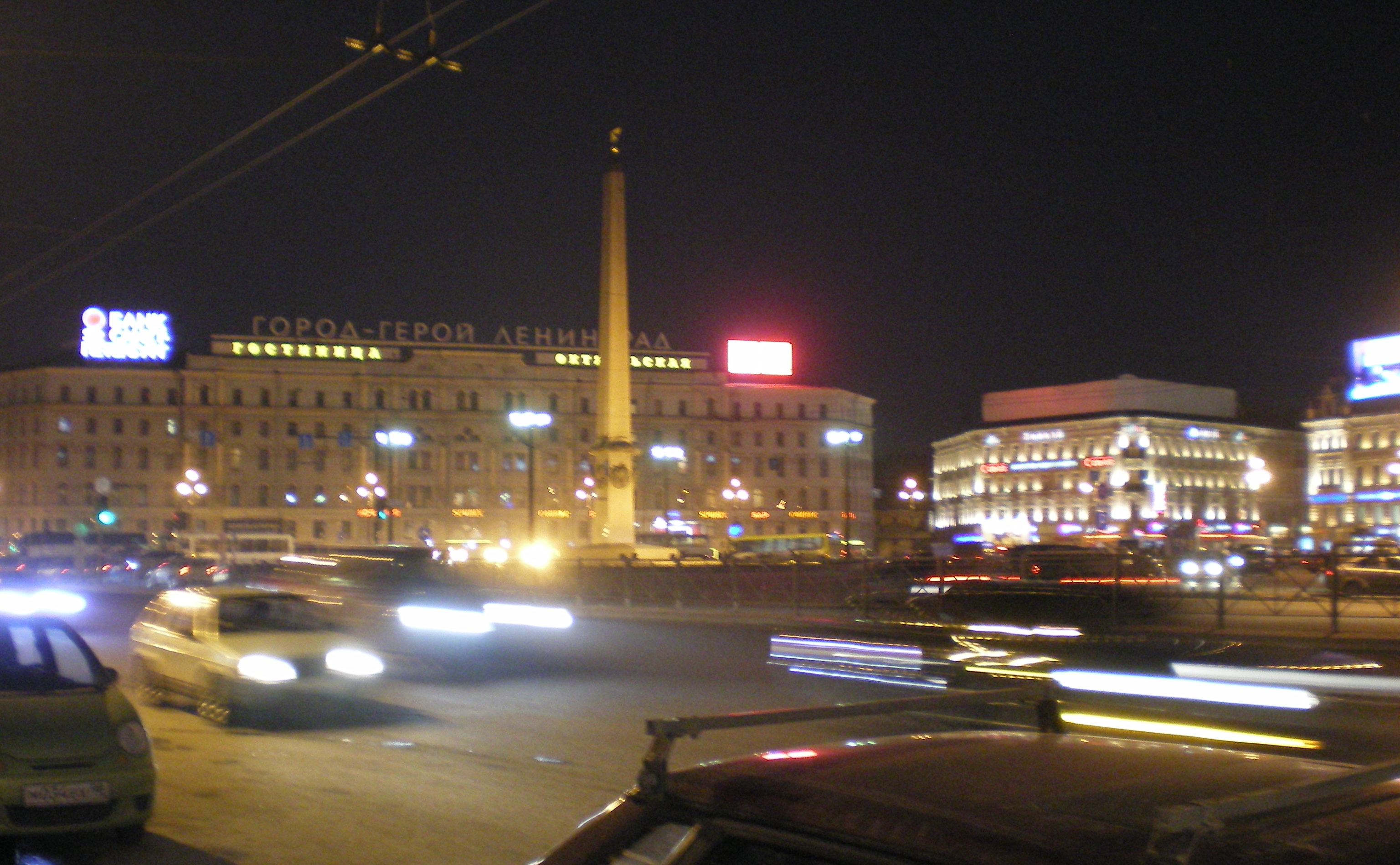
Vue de la place Vostaniïa la nuit et de l'hôtel Oktiabrskaïa.

La place Vosstaniïa (en russe : площадь Восстания, plochtchad Vosstaniïa — en français : place de l'Insurrection), est une place de Saint-Pétersbourg, en Russie. Elle est en plein centre-ville, en face de la gare de Moscou et au croisement de la perspective Nevsky qui commence à l'angle de la station de métro Plochtchad Vostaniïa, ainsi que la perspective Ligovsky et les rues Vostaniïa et Gontcharnaïa.

## Historique

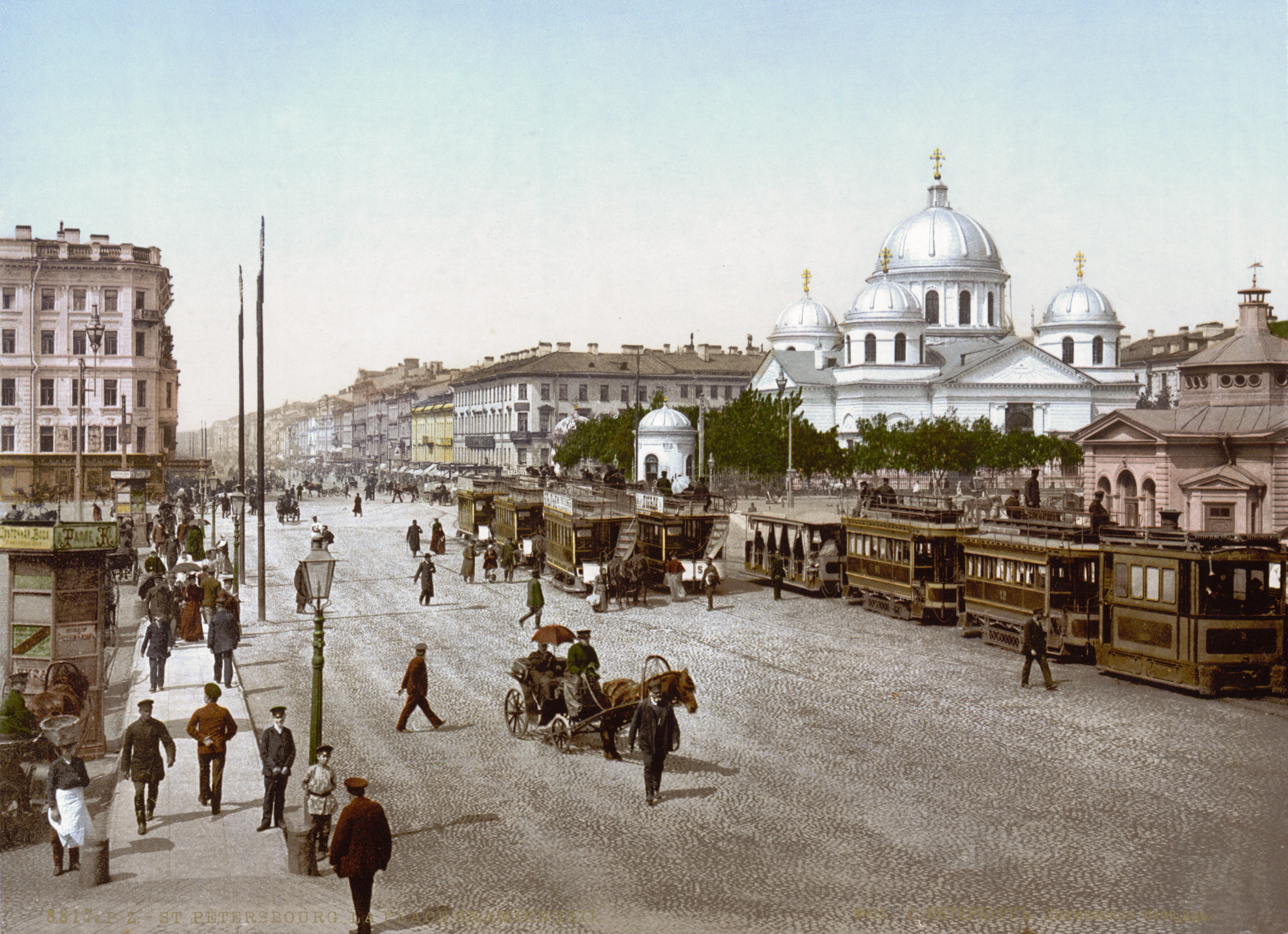
Angle de la perspective Nevsky et de la place au début du XXe siècle.

La place s'appelait avant la révolution de février 1917, place Znamenskaïa, du nom de l'église néoclassique du même nom, démolie en 1940 et située à l'emplacement de la sortie de métro Plochtchad Vostaniïa construite en 1955.
La place doit son nom aux événements de la révolution de février, lorsque la place, comme beaucoup de lieux de l'ancienne capitale impériale, fut le théâtre de manifestations bolchéviques. Le rond-point central de la place était dominé dans les années précédant la révolution par une statue imposante de Paul Troubetzkoy représentant l'empereur Alexandre III et qui fut l'objet de quolibets par la lourdeur de son style. Elle fut déplacée par les autorités en 1937 et se trouve depuis 1991 dans une cour d'angle du palais de Marbre.
Un obélisque orne le milieu de la place depuis 1985. Il est dédié à la « ville-héros » de Léningrad, martyrisée pendant le siège de Léningrad. Cet obélisque surmonté d'une étoile est l'œuvre de Vladimir Loukianov et d'Alexandre Alymov et a été érigé pour le quarantième anniversaire de la Victoire, le 9 mai 1945.

## Galerie

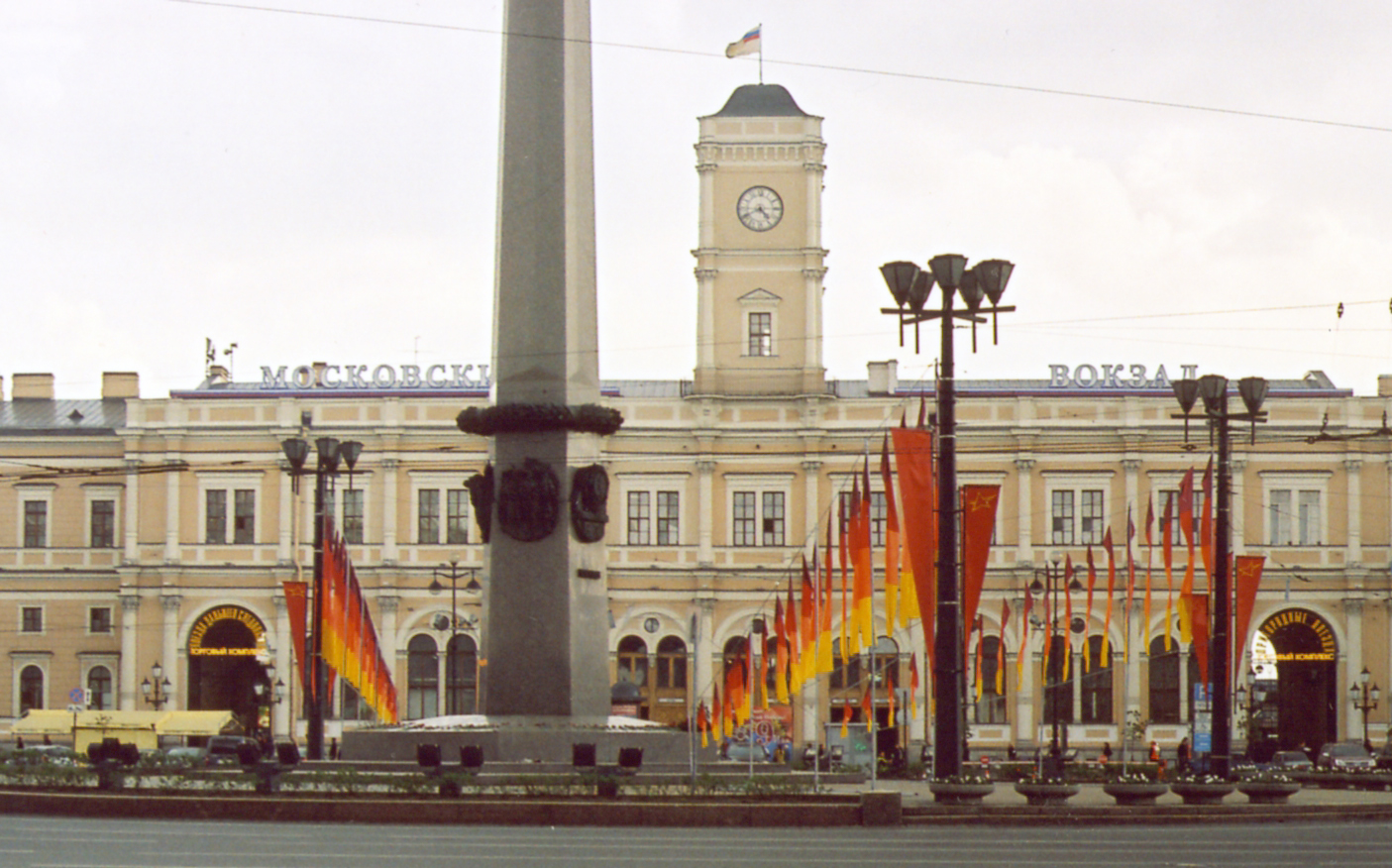
Vue de la gare de Moscou, pendant les festivités commémorant la victoire de 1945.
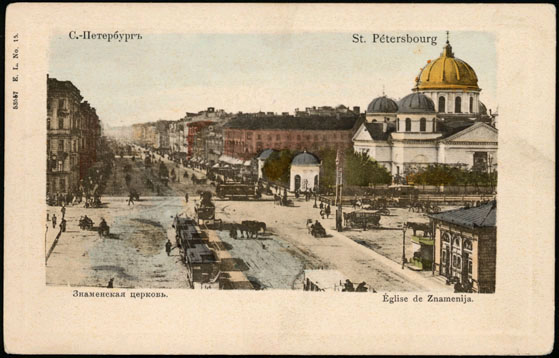
Angle de la place et de la perspective Nevsky au début du XX, avec l'église du Signe (Znamenka) à droite.
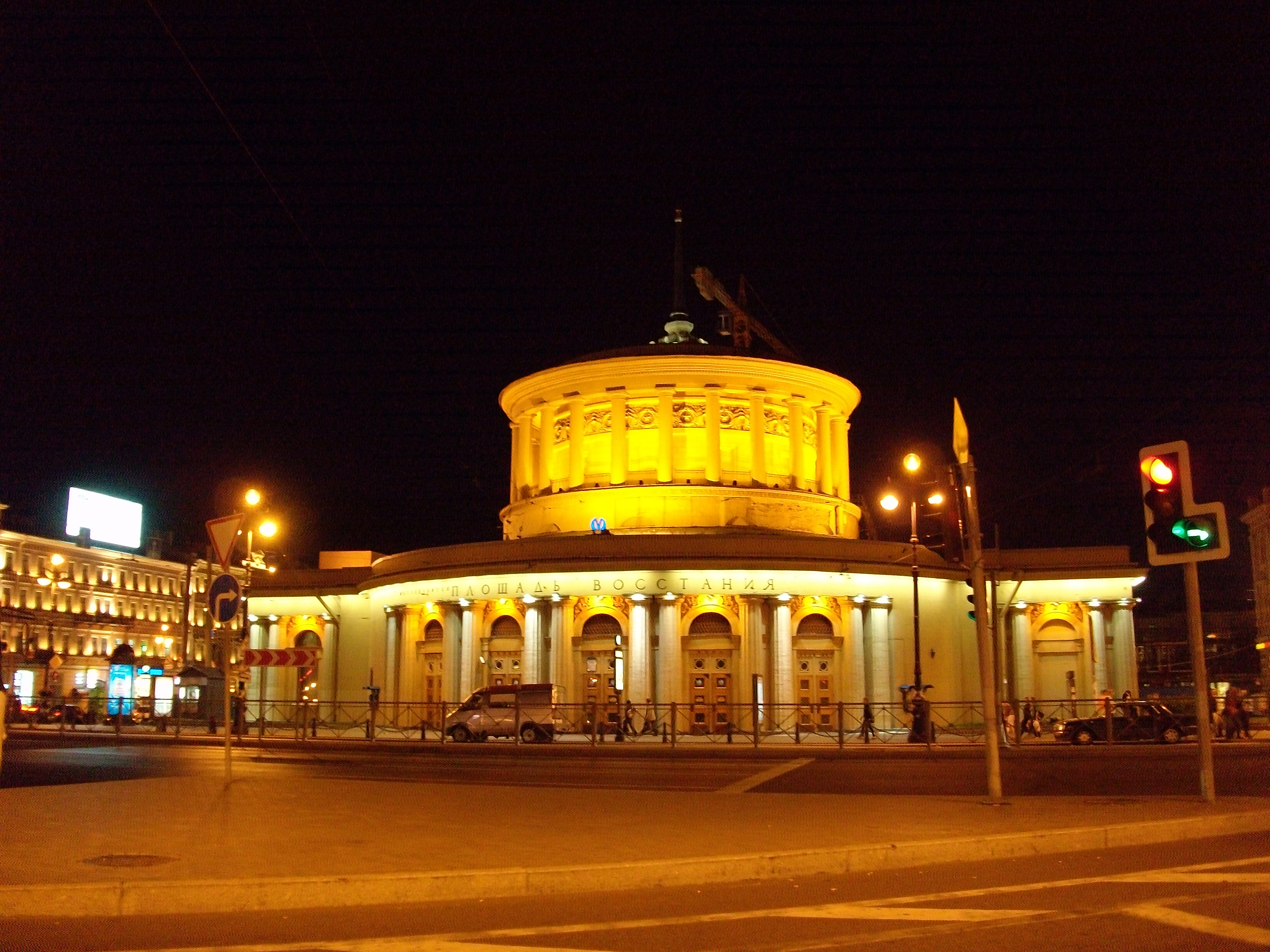
Vue de la sortie de la station de métro Plochtchad Vosstaniïa (1955) avec sa colonnade dorique.